# Elisabetta (moglie di Aronne)
Elisabetta (chiamata anche Eliseba, Elisceba o, in inglese, Elisheba, forme più fedeli al nome ebraico originale) è la moglie di Aronne, citata nel libro dell'Esodo, versetto 6:23. 
Elisabetta appartiene alla tribù di Giuda, è figlia di Amminadab e sorella di Nacason (o Naason, Nahashon), e dà ad Aronne quattro figli: Nadab, Abiu, Eleazaro e Itamar.